# Турикасы (Чебоксарский район)
Турикасы́ (чув. Турикасси) — деревня в Чебоксарском районе Чувашской Республики. Входит в состав Янышского сельского поселения.

## География
Находится в северной части Чувашии на расстоянии приблизительно 23 км на юго-запад по прямой от районного центра поселка Кугеси.

## История
Известна с 1858 года как околоток деревни Большая Янышева (ныне Яныши) с населением 159 человек. В 1897 году было учтено 217 человек, в 1926 — 53 двора, 241 житель, в 1939—257 жителей, в 1979—128. В 2002 году было 33 двора, в 2010 — 22 домохозяйства. В период коллективизации был образован колхоз «Маяк», в 2010 году работало ЗАО «Прогресс».

## Население
Постоянное население составляло 48 человек (чуваши 100 %) в 2002 году, 49 в 2010.